# Криштопович Пилип Іванович
Пилип Криштопович (* близько 1750 — † до 1811) — український державний діяч доби Гетьманщини, останній сотник Першої Сенчанської сотні Лубенського полку (1772–1782). Вихованець Києво-Могилянської академії.

## Біографія
Походив з відомого старшинського роду з Лубенщини, п'ять представників якого посідали уряди сенчанських сотників з перервами від 1680 до анексії Гетьманщини 1782. Початок сотницької династії поклав Сергій Криштопенко, ймовірно, виходець з православних земель Польщі. Його син, Кирило Сергійович Криштопенко, був сенчанським городовим отаманом під час війни з Росією (1708), а потім сенчанським сотником (1717–1726). Цей уряд посідав також дід Пилипа — Іван Криштопович; 1740 за ним нараховувалося 45 дворів підсусідків. Син Івана Тимофій Криштопович був сенчанським сотником після батька (25 жовтня 1757—20 жовтня 1772).
Навчався у Києво-Могилянській академії: 1763 — учень класу піїтики. Довчився до класу філософії, а 1768 вступив на службу канцеляристом до Малоросійської колегії. 1772 посів уряд сотника Первосенчанської сотні (близько 1760).
Сенчанська сотня поділилась на дві частини) після звільнення батька. Про його діяльність немає відомостей.
14 травня 1782 звільнений з уряду в ранзі бунчукового товариша, отже, був останнім сенчанчанським сотником. Як інші абшитовані (після 1782) українські сотники, Криштопович дістав чин прем'єр-майора Російської імперії, у відставці (15 квітня 1787).
Доживав у Лубенському повіті Київського намісництва. Востаннє згадується 1798. 1811 вже не було серед живих.